# Los anillos de Saturno
Los anillos de Saturno (título original: Die Ringe des Saturn) es una novela escrita por W. G. Sebald en 1995, que no nos deja indiferente ante nuestra forma de ver el mundo. Sebald a través del narrador, que podemos entender como un trasunto de su propia persona, nos relata el viaje que realiza éste por el Condado de Suffolk. Sin embargo, a medida que el viajero va caminando y observando los lugares y paisajes por los que transcurre su periplo, nos va acercando a un pasado que da muestras de la totalidad del mundo. Casi todos los planetas después del cinturón de asterioides tienen anillos pero este es el planeta cuyos anillos son más visibles.
La conjugación de la realidad con la ficción e incluso con su propia autobiografía, como ya se ha comentado anteriormente, conforman una novela de lo más interesante en la que podemos encontrar la aparición de personajes como el escritor de finales del siglo XIX Joseph Conrad, el médico y anatomista Thomas Browne y el político y escritor precursor del Romanticismo François René de Chateaubriand.
- Datos: Q7760819